# ۸۱۸ (خورشیدی)
۸۱۸ هشتصد و هجدهمین سال هجری خورشیدی است.